# Кондаду (Пернамбуку)
Кондаду (порт. Condado) — муниципалитет в Бразилии, входит в штат Пернамбуку. Составная часть мезорегиона Мата-Пернамбукана. Входит в экономико-статистический микрорегион Мата-Сетентриунал-Пернамбукана. Население составляет 24 271 человек на 2006 год. Занимает площадь 90 км².

## История
Город основан в 1958 году.

## Статистика
- Валовой внутренний продукт на 2004 год составляет 53 058 реалов (данные: Бразильский институт географии и статистики).
- Валовой внутренний продукт на душу населения на 2004 год составляет 2256 реалов (данные: Бразильский институт географии и статистики).